# Mikołaj Janusz
Mikołaj Jaok Janusz (nació el 20 de julio de 1982 en Varsovia) es un periodista polaco, columnista, intérprete y personalidad de Internet. Cofundador y reportero del vídeo blog Pyta.pl, creado en 2005.
Junto con otros creadores, Pyta.pl, inicialmente preparó algunas encuestas de calle para Tele5; llevaron a cabo el programa semanal PTOK en Radio TOK FM y luego trabajaron con RBL.TV. En 2014-2015 fue líder semanal del programa Pyta nie na śniadanie. Además, con Pyta.pl grabó vídeos comentando sobre los eventos actuales bajo el programa Dzięki Bogu już weekend (Gracias a Dios por el fin de semana) en TVP2.
En los años 2014-2015, Janusz preparó algunas provocaciones por teléfono para el programa diario Książę i żebrak (El Príncipe y el Mendigo) en Rock Radio. Luego, durante varios meses, fue coanfitrión del programa matinal Dobry, zły i brzydki (El bueno, el malo y el feo) en Antyradio.
Actualmente dirige el talk show satírico Pytowy Janusz en Superstacja.

## Reconocimientos
- Niegrzeczni 2015, premio para el programa Książę i żebrak.[4]